# Agnieszka Bartoszewicz
Agnieszka Bartoszewicz, z d. Knap (ur. 27 czerwca 1966 w Warszawie) – historyk, profesor nauk humanistycznych, pracownik naukowy w Instytucie  Historycznym Uniwersytetu Warszawskiego. 

## Życiorys
W 1990 ukończyła studia historyczne na Uniwersytecie Warszawskim, w 1995 obroniła pracę doktorską Warta - społeczeństwo miasta w drugiej połowie XV i na początku XVI w. napisaną pod kierunkiem Henryka Samsonowicza. Stopień doktora habilitowanego otrzymała w 2004, tytuł profesora nauk humanistycznych w 2014.
W latach 1990–1998 pracowała w Naczelnej Dyrekcji Archiwów Państwowych, od 1998 jest pracownikiem Instytutu Historycznego UW.
Specjalizuje się w badaniach nad kulturą, społeczeństwem oraz gospodarką późnego średniowiecza. Zajmuje się również historią kartografii i geografią historyczną.

## Publikacje
- Plany szczegółowe Warszawy 1800-1914 w zbiorach Archiwum Głównego Akt Dawnych : katalog, Warszawa 2002, ISBN 83-88067-52-4
- Czas w małych miastach, Warszawa 2003, ISBN 83-88766-69-4
- Kartografia miast Mazowsza i ziemi dobrzyńskiej do końca XIX wieku, Warszawa 2006, ISBN 83-89115-56-5